# Engelbert Linder
Engelbert Linder (* 18. Juli 1962 in Villach, Kärnten) ist ein ehemaliger österreichischer Eishockeyspieler, der nahezu seine ganze Karriere als Verteidiger beim EC VSV in der Österreichischen Eishockey-Liga spielte.

## Karriere
Engelbert Linder kam 1975 im Alter von 13 Jahren als Stürmer zum VSV, ehe er unter Spielertrainer Rick Cunningham auf die Position des Verteidigers wechselte. Die folgenden 25 Jahre gehörte Linder zum Fixkader des Vereines und bestritt rund 800 Spiele, wobei er aufgrund seiner physischen Spielweise auch über 1000 Strafminuten ansammelte. 1981, 1992, 1993 und 1999 wurde er mit Villach Österreichischer Meister, wobei es sich um die ersten Titel der Vereinsgeschichte handelte. Beim Finalspiel 1992 erzielte er den entscheidenden Treffer zum 3:2-Sieg über den EC Graz. Mit 95 Toren belegt er Rang 18 der ewigen VSV-Torschützenliste.
Für die Nationalmannschaft kam er laut eigener Aussage auf 129 Einsätze, wobei er an mehreren Weltmeisterschaften, sowie den Olympischen Spielen 1994 und 1998 teilnahm. 2001 bis 2003 spielte er noch für die EC Graz 99ers, ehe er seine Karriere bei den Viertligisten Velden, Spittal und Gummern ausklingen ließ. Nach seiner aktiven Karriere betätigte er sich als Trainer beim ELV Zauchen und EC Spittal.

## Erfolge und Auszeichnungen
- 1981 Österreichischer Meister mit dem EC VSV
- 1992 Österreichischer Meister mit dem EC VSV
- 1993 Österreichischer Meister mit dem EC VSV
- 1999 Österreichischer Meister mit dem EC VSV

## Familie
Linder ist der Onkel des VSV-Verteidigers Nico Brunner und der Salzburg Eagles-Stürmerin Nina Brunner.